# Acontia
Acontia es un género de lepidópteros perteneciente a la familia Noctuidae.

## Especies
- Acontia albida (Hampson, 1910)
- Acontia albinigra Warren, 1913
- Acontia antecedens Walker, 1869
- Acontia antica Walker, 1862
- Acontia apatelia Swinhoe, 1907
- Acontia ardoris Hübner, [1827-1831]
- Acontia areletta Dyar, 1907
- Acontia asbenensis Rothschild, 1921
- Acontia basifera Walker, [1858]
- Acontia behrii Smith, 1900
- Acontia bicolora Leech, 1889
- Acontia bilimeki Felder & Rogenhofer, 1874
- Acontia biskrensis Oberthür, 1887
- Acontia brabanti Le Cerf, 1911
- Acontia briola Holland, 1894
- Acontia buchanani Rothschild, 1921
- Acontia caffraria Cramer, [1777]
- Acontia carnescens Hampson, 1910
- Acontia catenula Walker, 1865
- Acontia chea Druce, 1898 (syn: Acontia eudryada Smith, 1905)
- Acontia chia Holland, 1894
- Acontia chrysoproctis Hampson, 1902
- Acontia citripennis Hampson, 1910
- Acontia clerana Lower, 1902
- Acontia coquillettii Smith, 1900
- Acontia costistigma Walker, [1858]
- Acontia costosa Mabille, 1899
- Acontia crassivalva Wiltshire, 1947
- Acontia cratina Druce, 1889
- Acontia cretata Grote & Robinson, 1870
- Acontia crocata Guenée, 1852
- Acontia cuprina Walker, [1863]
- Acontia cyanipha Lower, 1897
- Acontia cyanocraspi Hampson, 1910
- Acontia damia Druce, 1889
- Acontia decisa Walker, [1858]
- Acontia delphinensis Viette, 1968
- Acontia destricta Draudt, 1936
- Acontia detrita Butler, 1886
- Acontia dichroa Hampson, 1914
- Acontia discalis Walker, 1865
- Acontia discoidea Hopffer, 1858
- Acontia disrupta Warren, 1913
- Acontia elaeoa Hampson, 1910
- Acontia euschema Turner, 1920
- Acontia fiebrigi Zerny, 1916
- Acontia flavonigra Swinhoe, 1884
- Acontia gagites Warren, 1913
- Acontia gradata Walker, [1858]
- Acontia gratiosa Wallengren, 1856
- Acontia guttifera Felder & Rogenhofer, 1874
- Acontia hemiglauca Hampson, 1910
- Acontia hemipentha Wiltshire, 1947
- Acontia hemixanthia Hampson, 1910
- Acontia hortensis Swinhoe, 1884
- Acontia interposita Dyar, 1912
- Acontia isolata Todd, 1960
- Acontia jaliscana Schaus, 1898
- Acontia leucotrigona Hampson, 1905
- Acontia lucida Hufnagel, 1766
- Acontia malagasy Viette, 1965
- Acontia malgassica Mabille, 1881
- Acontia margaritana Drury, 1782
- Acontia marmoralis Fabricius, 1794
- Acontia mekki Rungs, 1953
- Acontia mesoleucoides Poole, 1989
- Acontia micrasti Lower, 1903
- Acontia micropis Druce, 1909
- Acontia microptera Mabille, 1879
- Acontia miegii Mabille, 1882
- Acontia miogona Hampson, 1916
- Acontia mizteca Schaus, 1898
- Acontia morides Schaus, 1894
- Acontia nephata Bethune-Baker, 1911
- Acontia neurota Lower, 1903
- Acontia niphogona Hampson, 1909
- Acontia nitidula Fabricius, 1787
- Acontia nivipicta Butler, 1886
- Acontia notabilis Walker, 1857
- Acontia nubifera (Hampson, 1910)
- Acontia nubilata Hampson, 1902
- Acontia ochrochroa Druce, 1909
- Acontia olivacea Hampson, 1891
- Acontia opalinoides Guenée, 1852
- Acontia parana Jones, 1921
- Acontia partita Walker, 1870
- Acontia pauliani Viette, 1965
- Acontia phaenna Druce, 1889
- Acontia phrygionis Hampson, 1910
- Acontia polychroma Walker, 1869
- Acontia porphyrea Butler, 1898
- Acontia psaliphora Hampson, 1910
- Acontia quadrata Walker, 1866
- Acontia rachiastis Hampson, 1908
- Acontia rufescens Hampson, 1910
- Acontia ruffinellii Biezanko, 1959
- Acontia ruficinta Hampson, 1910
- Acontia rufitincta Hampson, 1910
- Acontia secta Guenée, 1852
- Acontia seminigra Rebel, 1947
- Acontia sexpunctata Fabricius, 1794
- Acontia spangbergi Aurivillius, 1879
- Acontia sphaerophora Hampson, 1914
- Acontia stumpffi Saalmüller, 1891
- Acontia subarabica Wiltshire, 1982
- Acontia sublimbata Berio, 1984
- Acontia tetragonisa Hampson, 1910
- Acontia thapsina Turner, 1902
- Acontia tinctilis Wallengren, 1875
- Acontia titania Esper, 1798
- Acontia trimacula Saalmüller, 1891
- Acontia umbrigera Felder & Rogenhofer, 1874
- Acontia urania Frivaldszky, 1836
- Acontia vaualbum Hampson, 1914
- Acontia venita Schaus, 1904
- Acontia viridifera (Hampson, 1910)
- Acontia vittamargo Dyar, 1912
- Acontia wahlbergi Wallengren, 1856
- Acontia wallengreni Aurivillius, 1879
- Acontia yemenensis Hampson, 1918
- Acontia zelleri Wallengren, 1856

## Especies trasladadas
Las siguientes especies han sido transferidas recientemente al género Tarache:
- Acontia abdominalis Grote, 1877
- Acontia acerba (H. Edwards, 1881) (syn: Acontia acerboides Poole, 1989)
- Acontia albifusa Ferris & Lafontaine, 2009
- Acontia apela Druce, 1889
- Acontia aprica Hübner, [1808]
- Acontia areli Strecker, 1898
- Acontia areloides Barnes & McDunnough, 1912
- Acontia arida Smith, 1900
- Acontia assimilis Grote, 1875
- Acontia expolita Grote, 1882
- Acontia bella Barnes & Benjamin, 1922
- Acontia bilimeki (Felder & Rogenhofer, 1874) (syn: Acontia disconnecta Smith, 1903)
- Acontia cora Barnes & McDunnough, 1918
- Acontia dacia Druce, 1889
- Acontia delecta Walker, [1858]
- Acontia flavipennis Grote, 1873
- Acontia geminocula Ferris & Lafontaine, 2009
- Acontia knowltoni McDunnough, 1940
- Acontia lactipennis Harvey, 1875
- Acontia lagunae (Mustelin & Leuschner, 2000)
- Acontia lanceolata Grote, 1879
- Acontia lucasi Smith, 1900
- Acontia major Smith, 1900
- Acontia quadriplaga Smith, 1900
- Acontia sedata H. Edwards, 1881
- Acontia sutor Hampson, 1910
- Acontia tenuicula Morrison, 1875
- Acontia terminimaculata Grote, 1873
- Acontia tetragona Walker, [1858]
- Acontia toddi Ferris & Lafontaine, 2009